# Liskamm
Der Liskamm (früher auch Lyskamm geschrieben) ist ein Berg in den Walliser Alpen östlich des Matterhorns und westlich der Monte-Rosa-Gruppe. Der gewaltige, mehrere Kilometer lange Kamm hat seine höchsten Punkte im Ost- (4532 m) und im niedrigeren Westgipfel (4479 m), der Abstand zwischen den beiden Gipfeln beträgt über einen Kilometer. Der Gipfelgrat krönt die beinahe 1000 m hohe, eisgepanzerte Nordost-Wand, das Schaustück vom Gornergrat (3110 m), der Endstation der Gornergratbahn.
Südseitig ragt der Gipfelkamm mit einer bis zu 500 m hohen Felsflanke über dem Lysgletscher auf, der stark zerrissen bis weit ins Gressoneytal hinabreicht.
Die Erstbesteigung datiert auf den 19. August 1861 durch William Edward Hall, J. F. Hardy, J.A. Hudson, C. H. Pilkington, A. C. Ramsay, T. Rennison, F. Sibson und R. M. Stephenson unter der Führung von Franz Josef Lochmatter, Jean-Pierre Cachat, Karl Herr, Stefan Zumtaugwald, Peter Perren und dem Träger Josef-Marie Perren.
Die Normalanstiege erfolgen über die Grate:
- vom Lisjoch (4153 m) über den Ostgrat zum Ostgipfel
- über den Südgrat zum Ostgipfel
- vom Felikjoch (4067 m) über den Südwestgrat zum Westgipfel und weiter über den langen Grat zum Ostgipfel

Diese Anstiege über die Grate sind technisch nicht besonders schwierig, aber eher lang und gefährlich, da der Grat oft stark überwechtet ist. Etliche Bergsteiger sind hier schon durch Wechtenbruch ums Leben gekommen, was dem Liskamm den Beinamen „Menschenfresser“ eingebracht hat.
1921 wurde der Liskamm zur Filmkulisse, als der Bergfilm-Pionier Arnold Fanck seinen Dokumentarfilm Im Kampf mit dem Berge mit Hannes Schneider und Ilse Rohde drehte. Sepp Allgeier und Fanck selbst standen hinter der Kamera. Paul Hindemith schrieb eine Musik zu diesem (Stumm)film – unter dem Pseudonym Paul Merano.

## Galerie

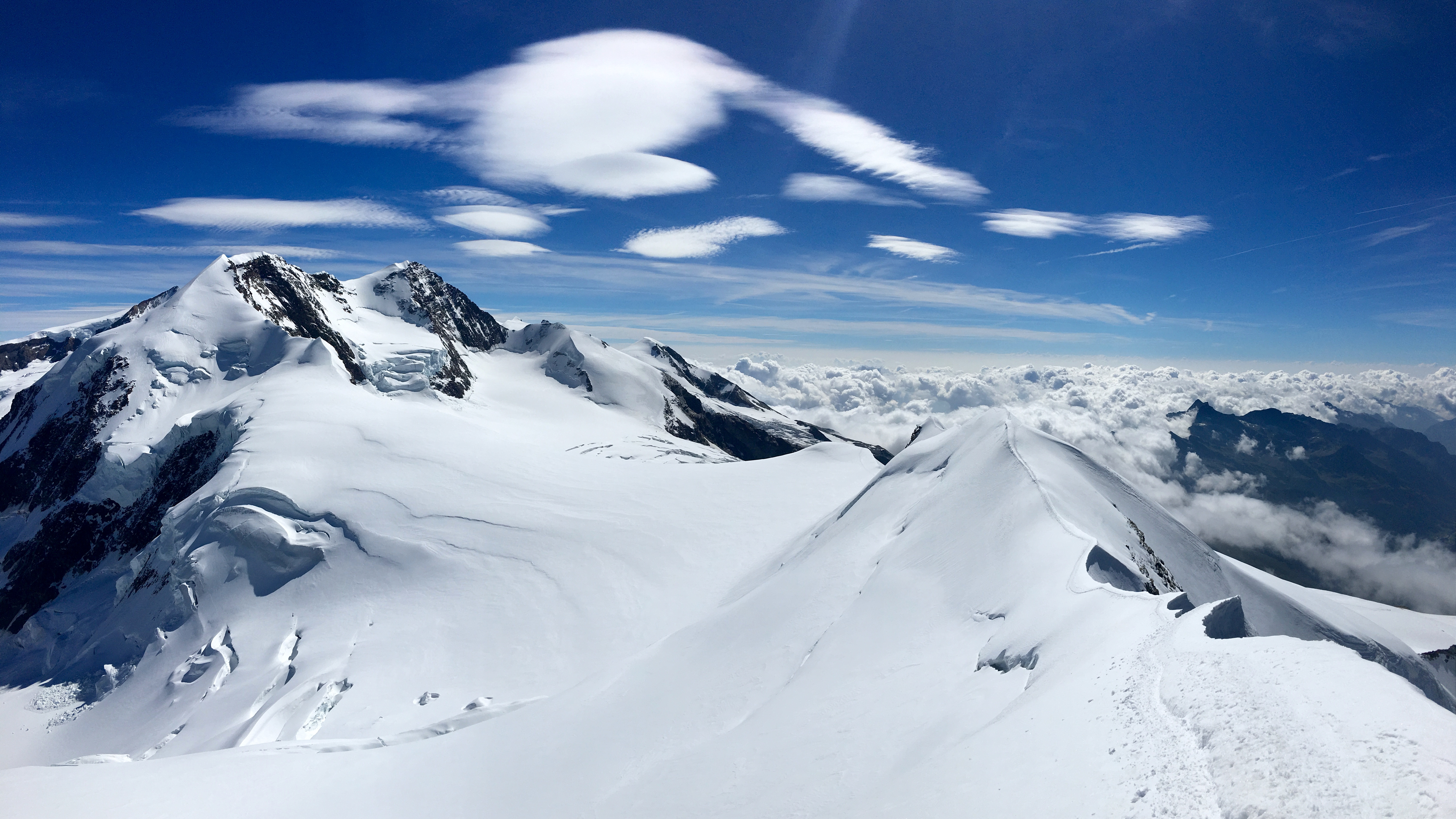
Liskamm (links) vom Castor aus gesehen
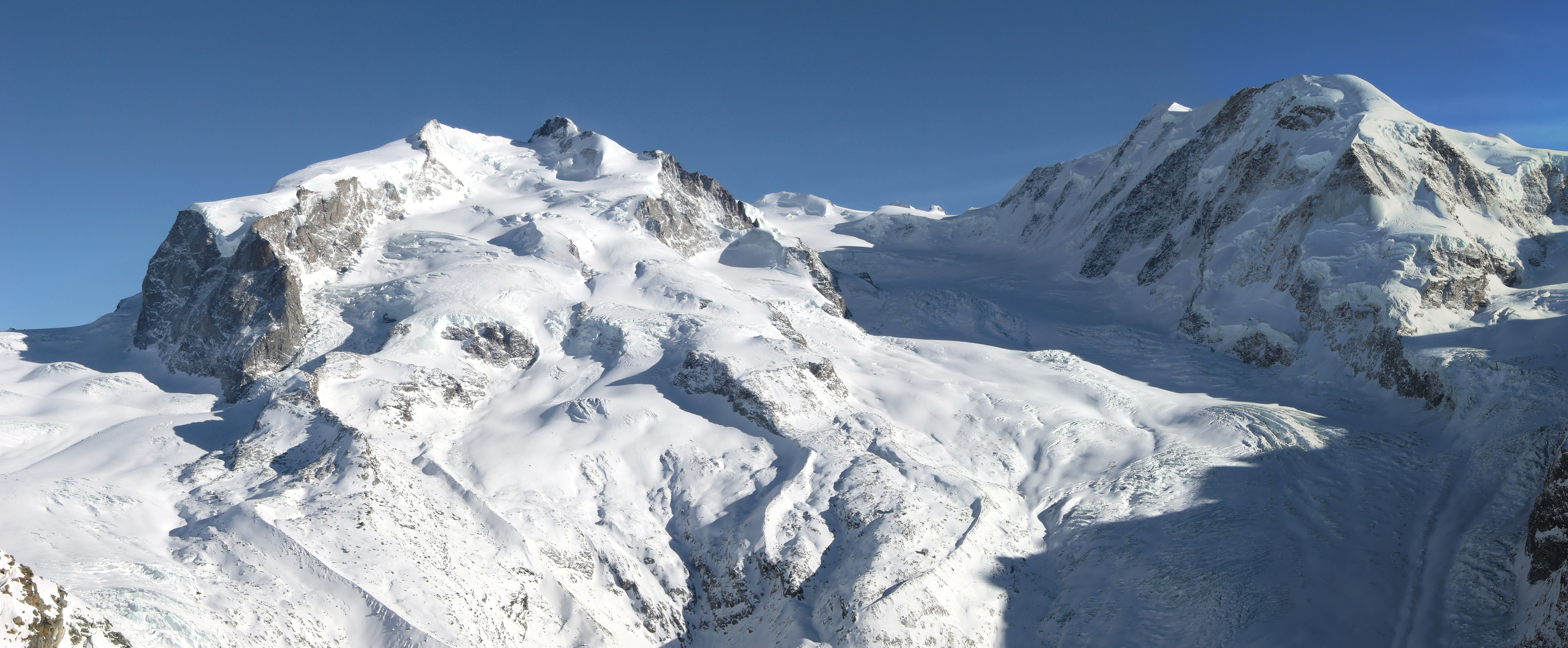
Liskamm (rechts) mit Monte Rosa-Massiv (links)
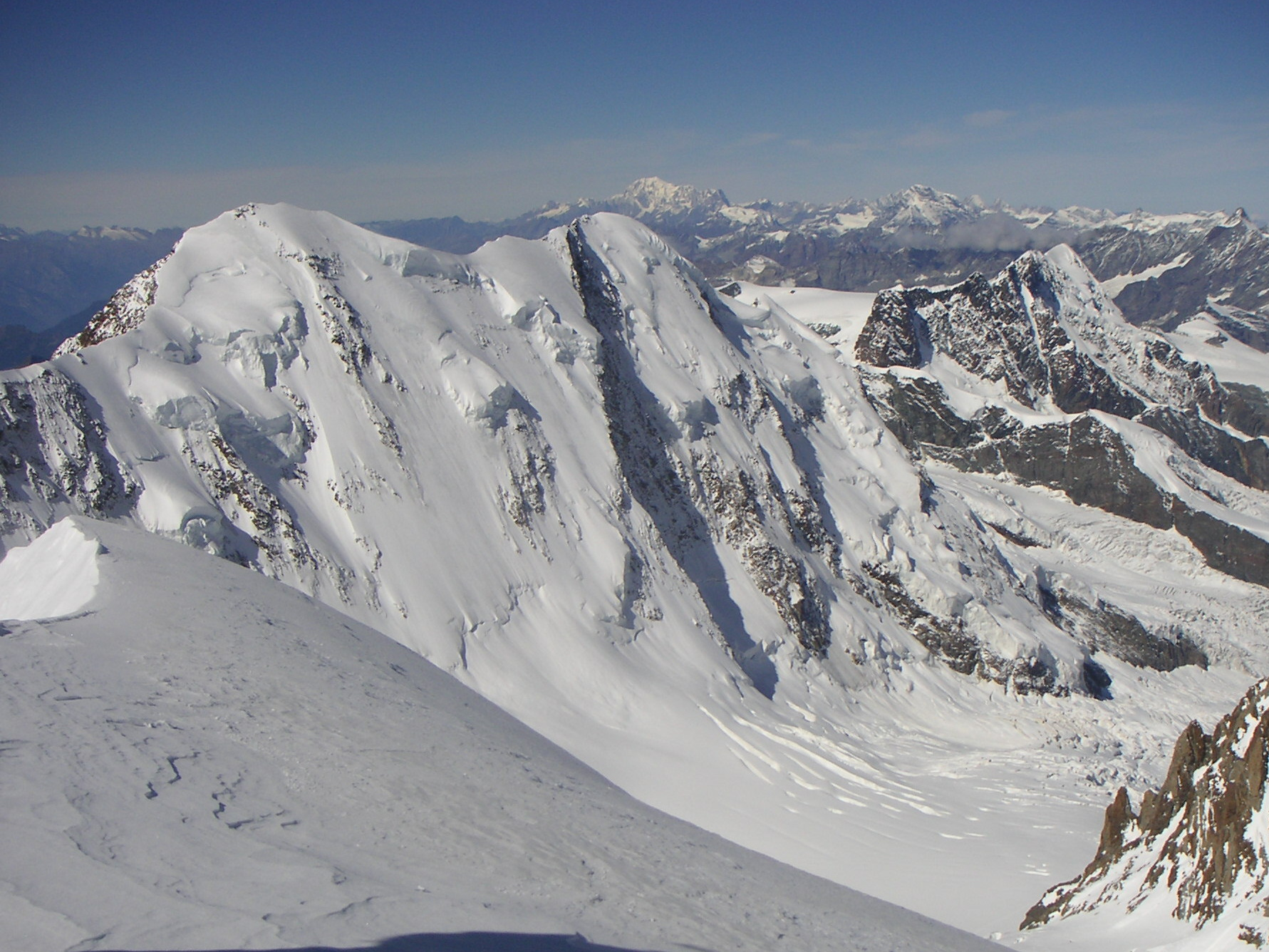
Liskamm Nordwand